# Brunalger
Brunalger (Phaeophyceae) er en stor klasse af flercellede alger, der indeholder mange kendte tangplanter. De indeholder farvestofferne Klorofyl A og C samt forskellige karotenoider, såsom fucoxanthin.
Brunalger er en hovedbestanddel i fedtemøg, store forekomster af sammenhængende og ofte ildelugtende algetråde, der kan forårsage iltsvind.

## Klassifikation
Klasse: Phaeophyceae
- Orden: Ascoseirales
- Orden: Cutleriales
- Orden: Desmarestiales
- Orden: Dictyotales
- Orden: Discosporangiales
- Orden: Ectocarpales
- Orden: Fucales Kylin (Brunalge-ordenen, eks. blæretang)
- Orden: Ishigeales
- Orden: Laminariales (eks. fingertang, wakametang)
- Orden: Nemodermatales
- Orden: Onslowiales
- Orden: Ralfsiales
- Orden: Scytosiphonales
- Orden: Scytothamnales
- Orden: Sphacelariales
- Orden: Sporochnales
- Orden: Syringodermatales
- Orden: Tilopteridales

## Fedtemøg
Fedtemøg (eller fedtmøg) er en betegnelse for enårige brunalger (Pilayella littoralis og Ectocarpus Siliculosus). Fedtmøg vokser initialt som fastsiddende alger på dybere vand (typisk 3-10 m). Algerne kræver en fast overflade (fx sten eller muslinger) til befæstning.
Efterhånden som algerne vokser, knækker de af og føres med strømmen mens de fortsat vokser. I forbindelse med stærk strøm kan algerne skylles op på kysten hvor de efterhånden omsættes med ubehagelig lugt til følge.
Vækst af brunalger er en indikator på stort næringssaltindhold i omgivelserne. I Danmark er forekomsten af fedtemøg i perioder et betydeligt problem, som især skyldes landbrugets rigelige udledninger af kvælstof fra gødning (gylle) på markerne. Fedtemøget kan medføre iltsvind.